# American Dragons
Pour plus de détails, voir Fiche technique et Distribution.
American Dragons est un film canado-américain réalisé par Ralph Hemecker, sorti en 1998.

## Synopsis
Un flic au caractère bourru est affublé d'un inspecteur coréen afin d'enquêter sur une affaire de meurtres dans le quartier japonais.

## Fiche technique
- Titre : American Dragons
- Réalisation : Ralph Hemecker
- Scénario : Erik Saltzgaber
- Musique : Joel Goldsmith & Alex Wilkinson
- Photographie : Ernest Holzman
- Montage : Alan L. Shefland
- Production : Brad Krevoy, R.J. Murillo & Steven Stabler
- Société de production : Orion Pictures
- Société de distribution : Metro-Goldwyn-Mayer
- Pays :  Canada,  États-Unis
- Langue : Anglais
- Format : Couleur - Dolby
- Genre : Policier
- Durée : 95 min

## Distribution
- Michael Biehn : Le détective Tony Luca
- Joong-Hoon Park : L'inspecteur Kim
- Don Stark : Rocco
- Benjamin Ratner : Angelo
- Byron Mann : Kuranai
- Hiro Kanagawa : Nakai
- James Crescenzo : Fiorino
- Cary-Hiroyuki Tagawa : Matsuyama
- Lorena Gale : Le capitaine Talman
- Fulvio Cecere : Spano